# 大阪高速鉄道2000系電車

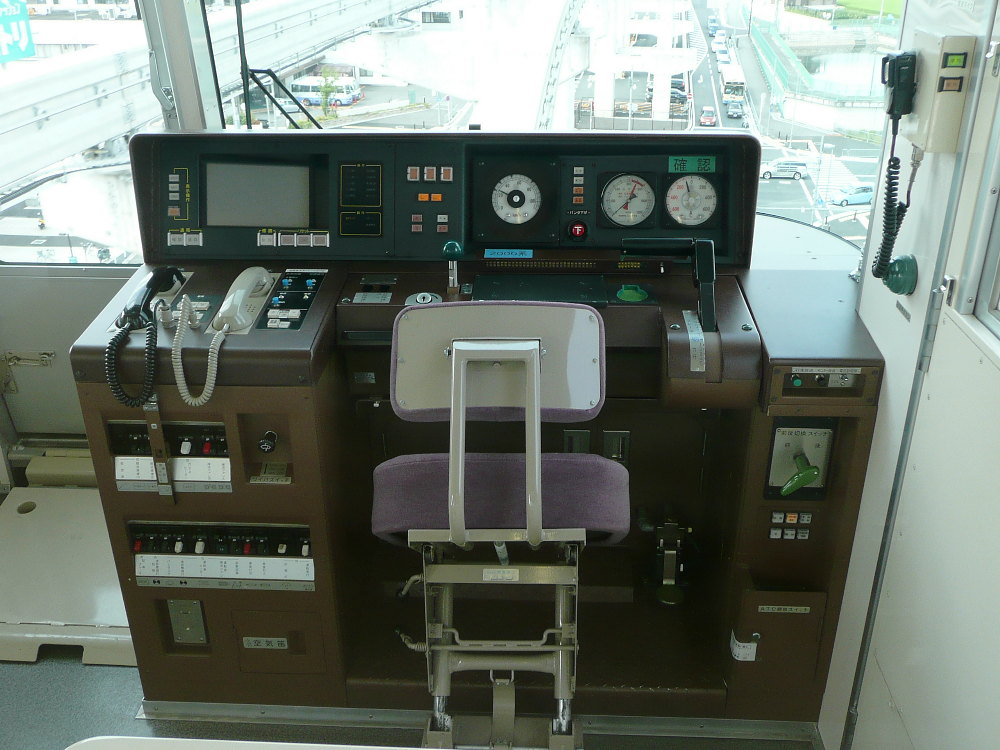
2000系11編成の運転席

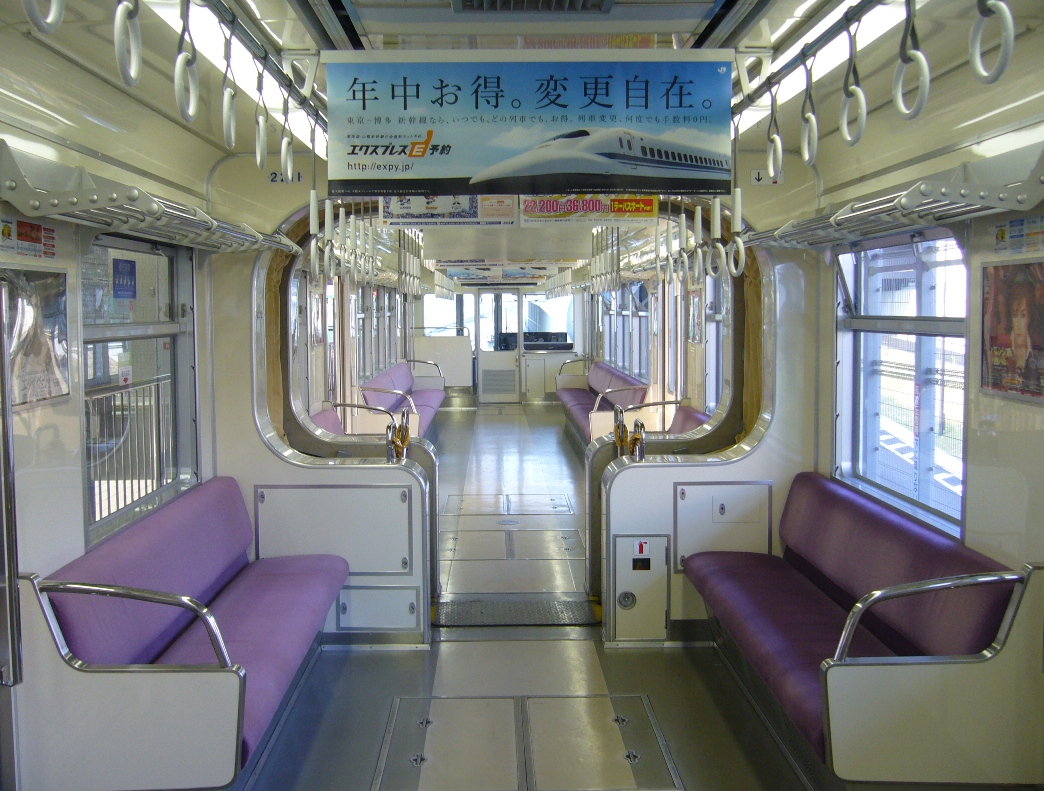
2000系11編成の車内

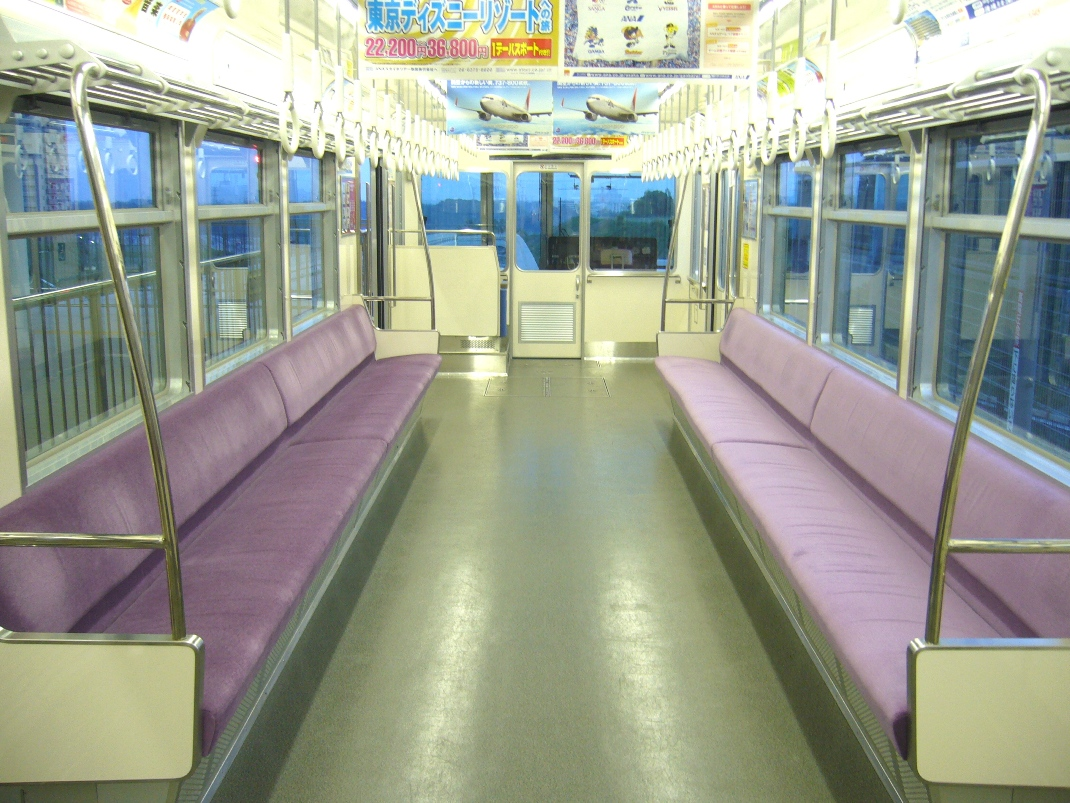
2000系13編成の車内

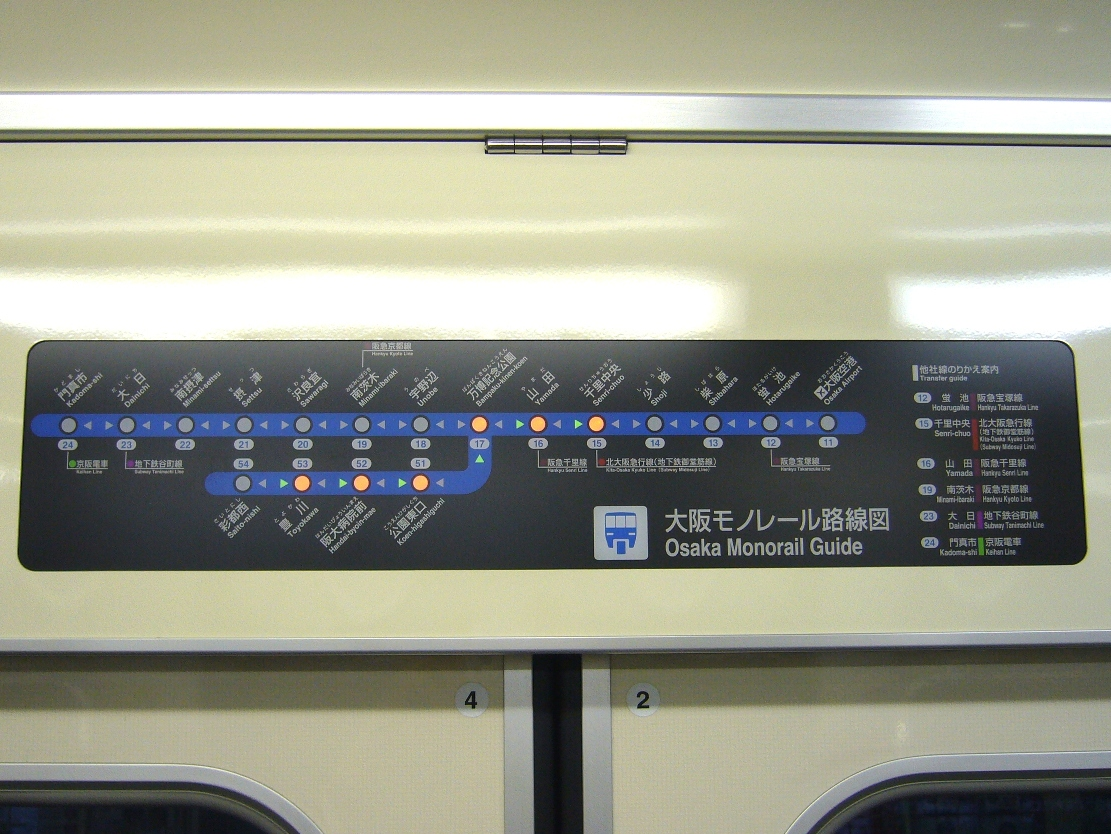
2000系12編成以降に設置されているLED式路線図・14編成のもの

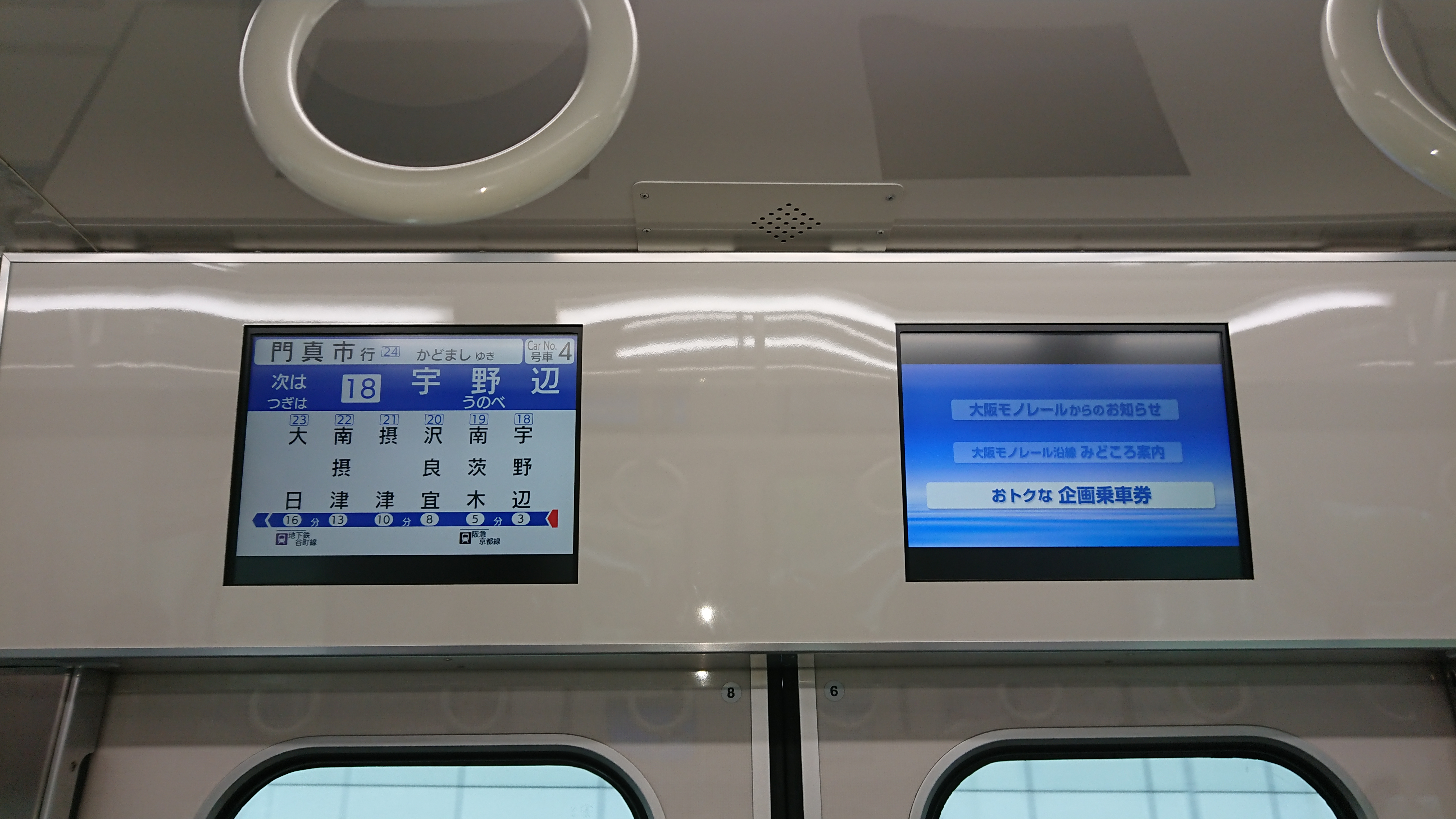
17編成車内の「案内情報画面」

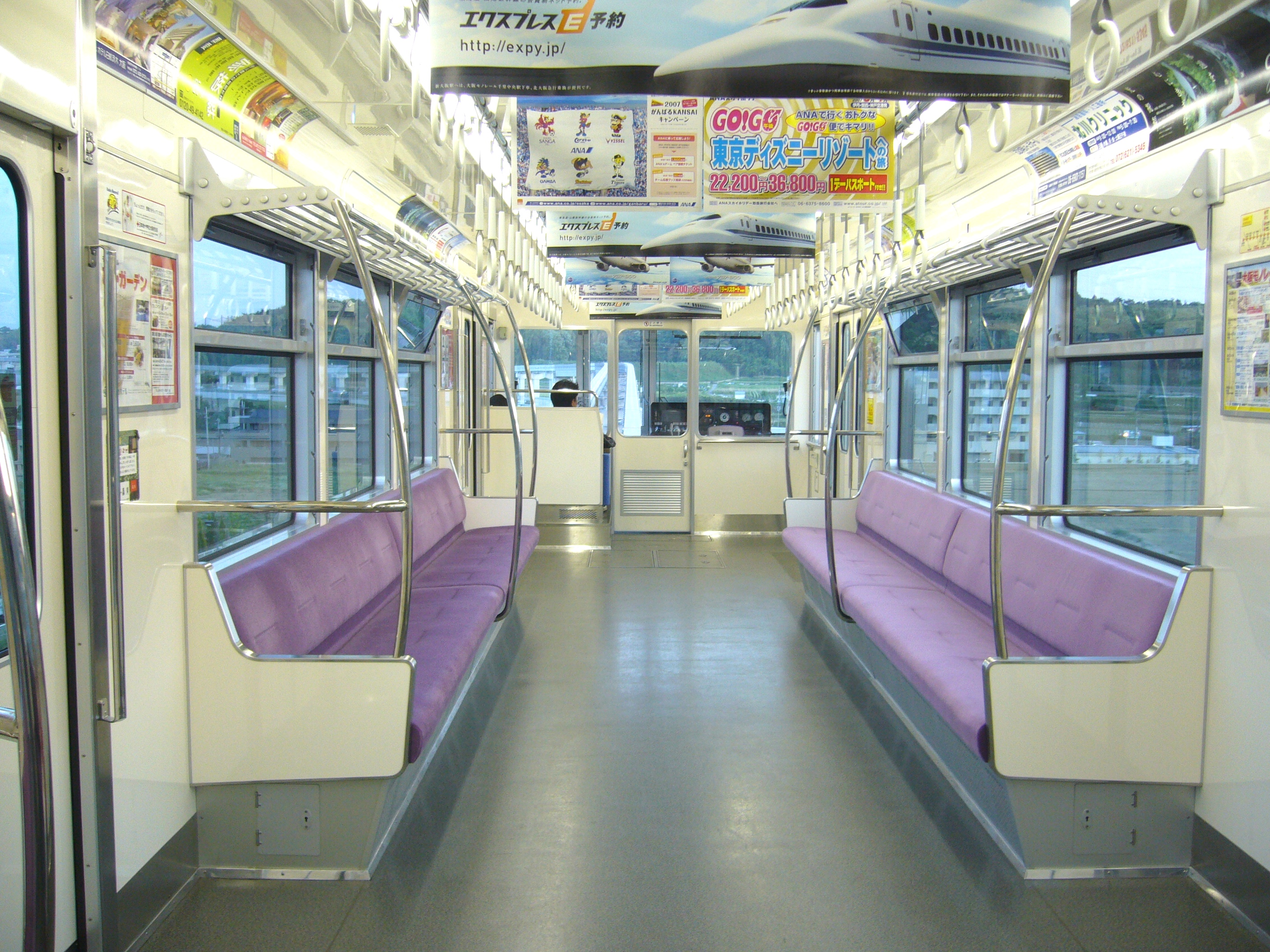
2000系17編成の車内

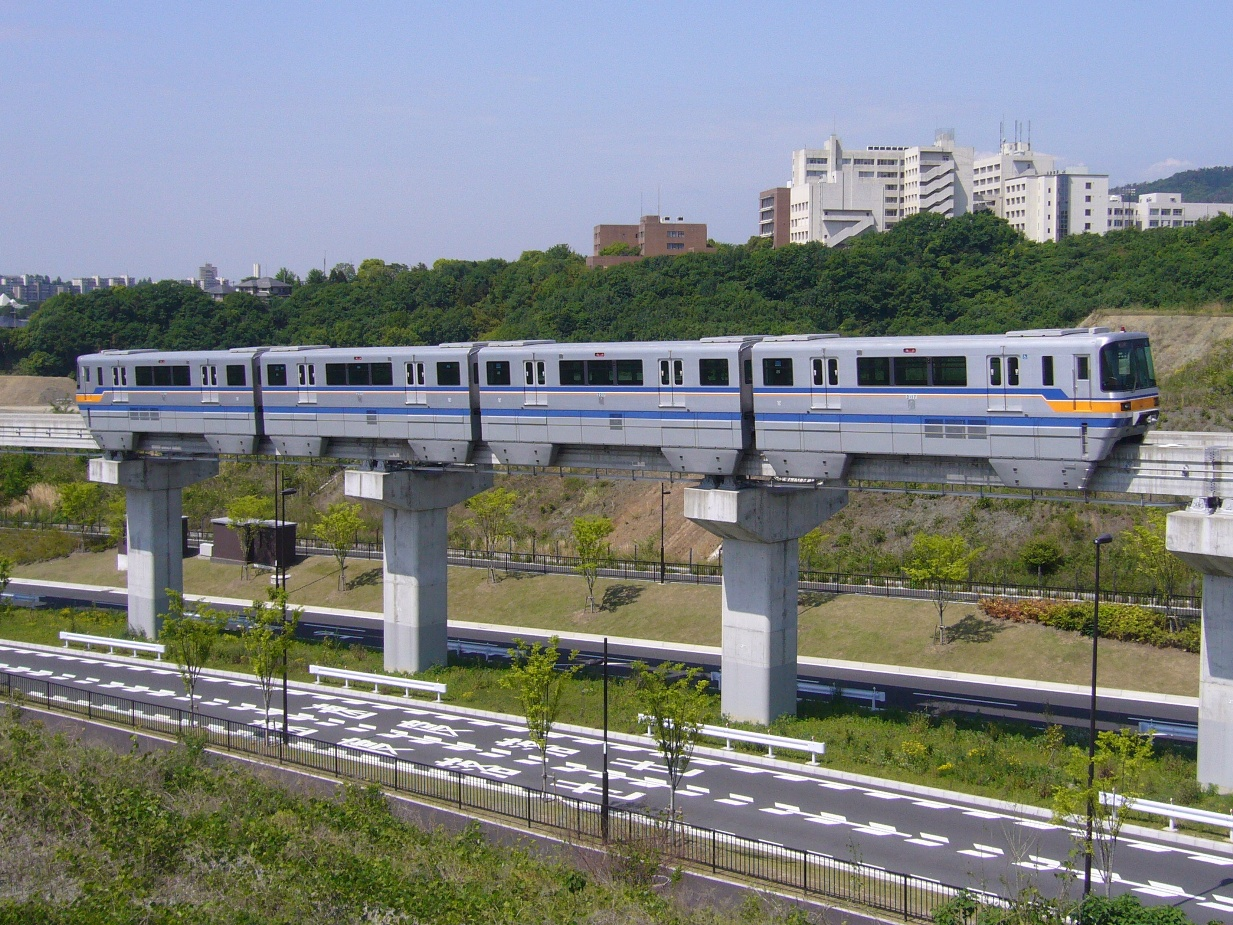
2000系17編成

大阪高速鉄道2000系電車（おおさかこうそくてつどう2000けいでんしゃ）は、大阪高速鉄道（現・大阪モノレール）が導入したモノレール車両である。

## 登場の経緯
2001年8月に行われた朝ラッシュ時の運転間隔短縮に対応するために2001年に最初の編成が登場した。その後、2005年から、2007年の彩都線延伸と本線の増発のために6編成が、2010年3月の「ゆとりダイヤ」 実施をにらんで1編成が製造された。系列内でも製造年により多くの相違点がある。
1000系と同じく4両固定編成であるが、将来の6両編成化に対応している（ただし、2007年3月19日に開業した彩都線の豊川駅、彩都西駅のホーム有効長は4両分しか設けられていない）。
車両番号は2111 - 2611、2112 - 2612、2113 - 2613、2114 - 2614、2115 - 2615、2116 - 2616、2117 - 2617、2118 - 2618（300と400は欠番、以下11編成・12編成・13編成・14編成・15編成・16編成・17編成・18編成）が振り当てられている。
| 編成名 | メーカー名 | 竣工           | 備考           |
| ------ | ---------- | -------------- | -------------- |
| 2000系 |            |                |                |
| 11     | 日立製作所 | 2001年12月10日 |                |
| 12     | 日立製作所 | 2005年9月28日  |                |
| 13     | 日立製作所 | 2006年10月7日  |                |
| 14     | 日立製作所 | 2007年1月1日   |                |
| 15     | 川崎重工業 | 2007年1月1日   |                |
| 16     | 川崎重工業 | 2007年3月19日  |                |
| 17     | 日立製作所 | 2007年3月19日  | イエローライン |
| 18     | 日立製作所 | 2010年1月20日  |                |

日立製作所製は山口県下松市の笠戸工場で製造された。川崎重工業製は神戸市兵庫区の兵庫工場で製造された。

## 外装・内装

### 2000系共通の外・内装
- 車体は1000系に引き続いてアルミニウム合金製である。
- 外装については17編成以外は1000系21 - 25編成と同じくアルミ無塗装にマリンブルー、アザレアパープル、ホワイトのラインを採用し、ロゴマークは貫通ドアの右側に描かれている。
- 側面には方向幕が設置されている。
- 座席については1000系の01 - 06編成と同じく新造時からオールロングシートを採用している。
- シートカラーは1000系25編成のロングシート同様の薄紫色である。
- 乗務員室直後には前面展望用の2人掛け高床シートがあるが、この部分のみ25編成のクロスシートと同様の青と薄紫の2色のシートである（ただし、18編成はロングシートと同様の薄紫色1色である）。
- LEDによる車内案内表示器が2箇所に設置されている。車内非常通報装置は車椅子スペースに移動している。
- 車椅子スペースの位置は1000系21 - 25、31、32編成と同じである。

### 編成ごとの相違点
2000系は1000系と同様に、編成ごとに細かい相違点がある。

#### 11編成
- 1000系25編成のロングシート車両に準じてシートカラーは薄紫色であるが、バケット式ではないシートとなった。
- 先頭車両と2両目間の貫通路は、1000系から引き継がれたきわめて幅広のものである。
- 蛍光灯カバーが1000系同様に取り付けられている。
- 床敷物の色は、1000系25編成と同様に、中央部がクリーム系の色で、両側が茶色のかかった灰色である。
- 運転席のシートも1000系25編成と同じ濃い紫色である。
- 床敷物は後に石材調のものに変更された。

#### 12編成
- この編成以降は11編成のロングシートの端部分の仕切りのポールが湾曲した形で荷棚までつながっている形になった。
- ドアチャイムは阪急9300系電車の音に準じたものとなった。
- ドアチャイムと連動してドアの開閉を示す赤色の開閉予告灯がドア上部に設置された。また、視覚障害者のために盲導鈴が数秒に1回鳴るようになった[5]。
- この編成以降にはすべての連結部分に貫通扉が設置されるようになった。ただし、従来の2両目と3両目の間の連結部の貫通扉は連結幌の両側に設置されていたが、この編成からは連結幌の片方1箇所だけの設置になった。
- この編成からドアの上部に走行位置などを示すLED式路線図が2箇所設置された。
- 床の色は石材調のものとなった。
- 運転席のシートは客席と同じ薄紫色となった。
- この編成から蛍光灯カバーが省略された。

#### 13編成・14編成
12編成までではゴムの色がすべてグレーだったのに対して、13編成からはドアを閉じた時にドア同士が接触する部分のみ黒色化された。

#### 15編成・16編成
- 13編成ではゴムの色はドアの接触部分のみ黒色であったが、15編成からはすべてのゴムが黒色となった。
- ロングシートの着席定員を2人分削って立ち席スペースを確保したうえで、扉間の座席着席人数10人が5人ずつになるように、ロングシートの中間にスタンションポールを設置した。このポールも湾曲して荷棚まで届いている。

#### 17編成
- すべての窓ガラスが濃緑色の遮光ガラスとなった。
- 側面のラインがアザレアパープルからイエローとなった。
- シートは、薄紫色のカラーは変更ないものの、浅いバケット式のロングシートになった。この内装は1000系クロスシート車のオールロングシート改造や初期車（01 - 06編成）の車内更新に受け継がれた。

#### 18編成
- 17編成の仕様に準じるが、側面のラインが16編成までの色に戻されている。
- 1000系の01 - 06編成の改造後に採用された小型液晶ディスプレイの「案内情報画面」は採用されておらず、12編成以降の2000系と同様にLEDによる案内表示器が設置されている。

## 走行機器など
4両編成（Mc1 - M2 - M1 - Mc2）で全電動車であるが、先頭車の前位寄り台車は付随台車となっている（実質的なMT比は3M1T相当）。ただし、1000系と同じ加減速性能を確保している。
主電動機はかご形三相誘導電動機（100 kW）で、大阪高速鉄道で初めてVVVFインバータ制御を採用した。装置は日立製作所製の3レベルIGBT素子（2,000 V - 600A・形式 VFI-HR3610G）を使用したものである（1C2M3群制御、定速運転対応）。
ブレーキ装置は回生ブレーキ併用電気指令式空気ブレーキ（ナブテスコ製HRDA-1形）で、VVVFインバータ装置により回生ブレーキは約 1 km/hまで作用する。基礎ブレーキは空気圧をオイルコンバータで油圧に変換する空油変換式ディスクブレーキである。このほか、保安ブレーキ・駐車ブレーキがある。空気圧縮機はレシプロ式のHS-10形を搭載する。
補助電源装置はIGBT素子を使用した東芝製の静止形インバータ（SIV）である（定格容量 85 kVA・形式 INV104-Q0）。空調装置は集約分散式のFTUR300-101B形（容量 18.6 kW・16,000kcal/h）を屋根上に1両あたり2台搭載しており、1両あたりの容量は37.21 kW（32,000 kcal/h）である。

## 改造工事
- 2010年代以降、前照灯が白色LEDに変更されている。
- 11編成のドアのブザーが、2013年にドアチャイムに更新された。1000系も改造ですべてドアチャイムに変更済みであったため、ブザーは消滅した。

### 安全性の向上における更新
大阪モノレール中期経営計画 において、1000系・2000系のうち13編成に対し、新型車両3000系に準じた改造を行うと発表された。
- 先頭車両の一部座席を撤去し、非常用脱出シューターを設置。
- ATC装置の更新。
- 前面・側面の行先表示が幕式からフルカラーLEDに交換され、駅番号も表示されるようになった。
- 既存のLED式車内案内表示装置と12編成以降に設置のLED式路線図に代わり、ドア上に16:9サイズの案内情報画面が設置された。千鳥配置の1000系01 - 06編成や31編成と異なり4か所全てに設置されており、案内のフォーマットも異なる。

2017年度に11編成・12編成、2018年度に18編成・14編成・15編成・16編成の順に改造が行われ、2019年度の17編成の改造をもって完了した。

## 広告ラッピング車両
2000系には登場以降長らく広告ラッピング車両は存在せず、2010年9月に初めて部分ラッピング車両が登場し、2015年にはハーフラッピング車両が登場した。2023年4月1日現在、以下の企業のラッピング広告が施されている。
- 関西大倉中学校・高等学校（13編成）
- イオン（11・12編成）
- 自社（EXPO TRAIN 2025・14編成、1970年大阪万博50周年記念ラッピング車両・15編成）
- ガンバ大阪（16編成）

### 過去の広告ラッピング車両
- アンダーツリー（13編成）[9]
- 大阪高速鉄道（大阪モノレール25周年記念号・17編成・パートラッピング）
- 阪急電鉄・阪急不動産（15編成）[10]
- イオン（14編成）[7]
- パナソニックホームズ・タカラレーベン （18編成）[7]

### ギャラリー

#### 現在のラッピング車両

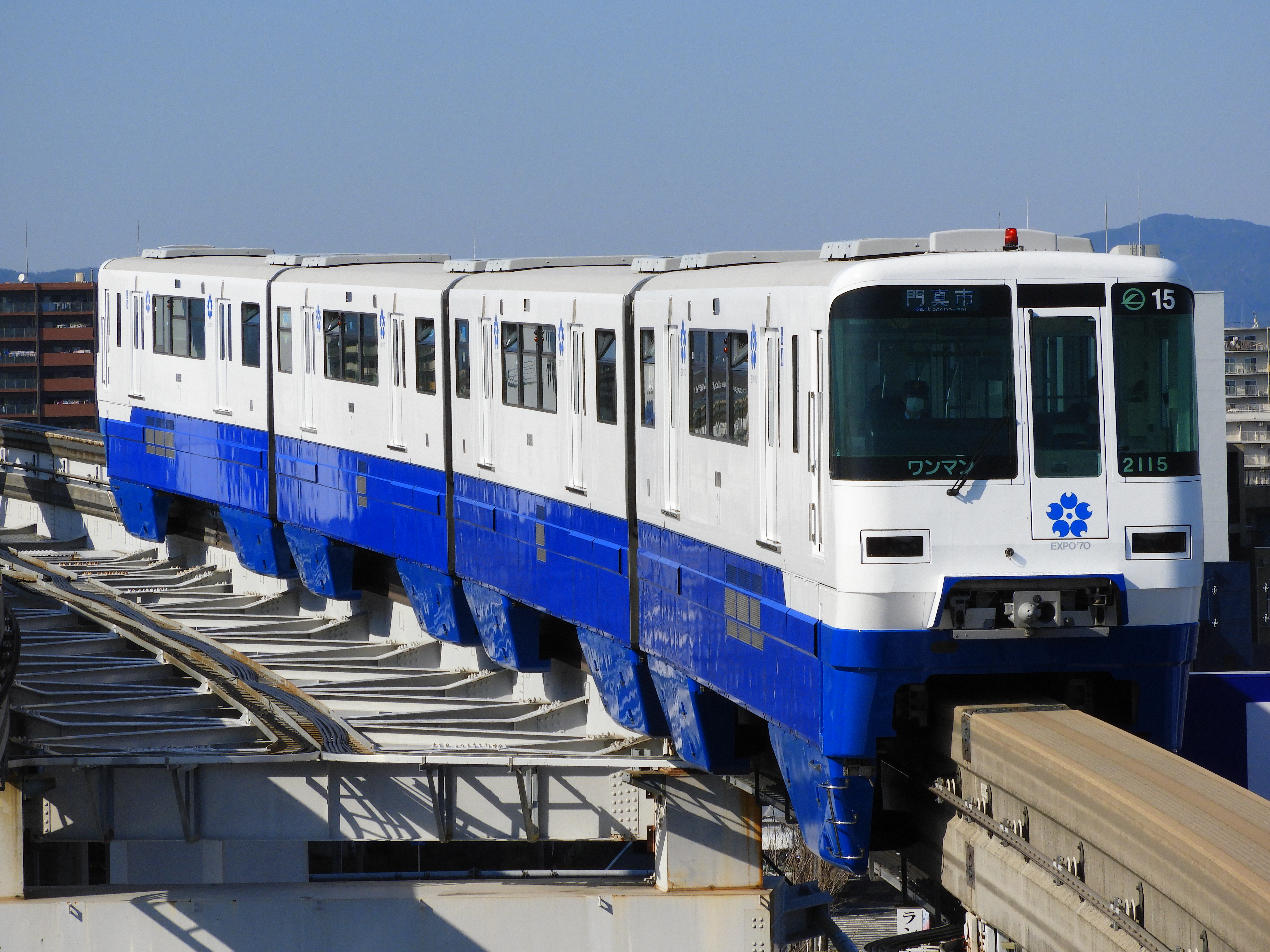
15編成「1970年大阪万博50周年記念」

#### 過去のラッピング車両

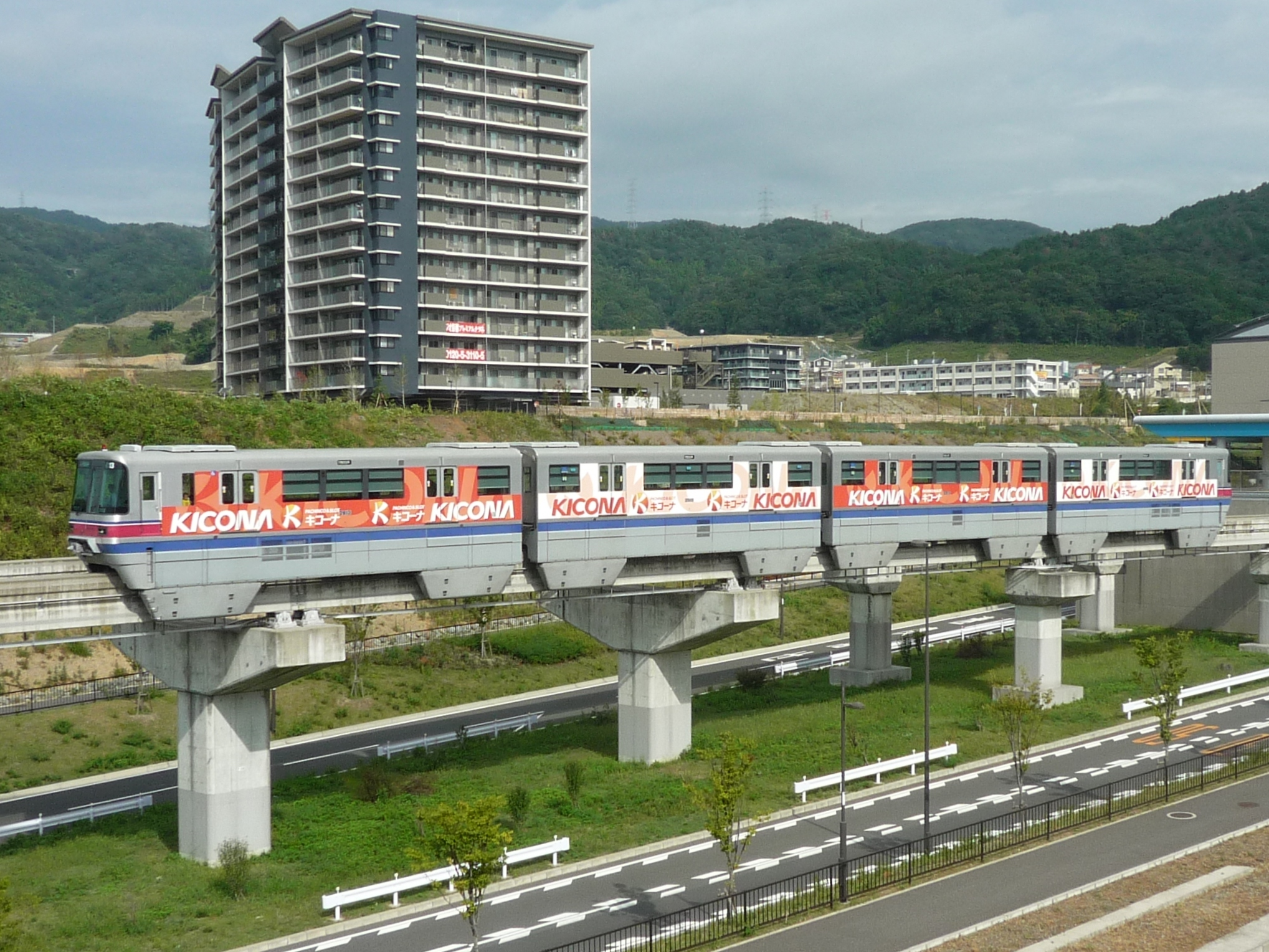
13編成「キコーナ号」
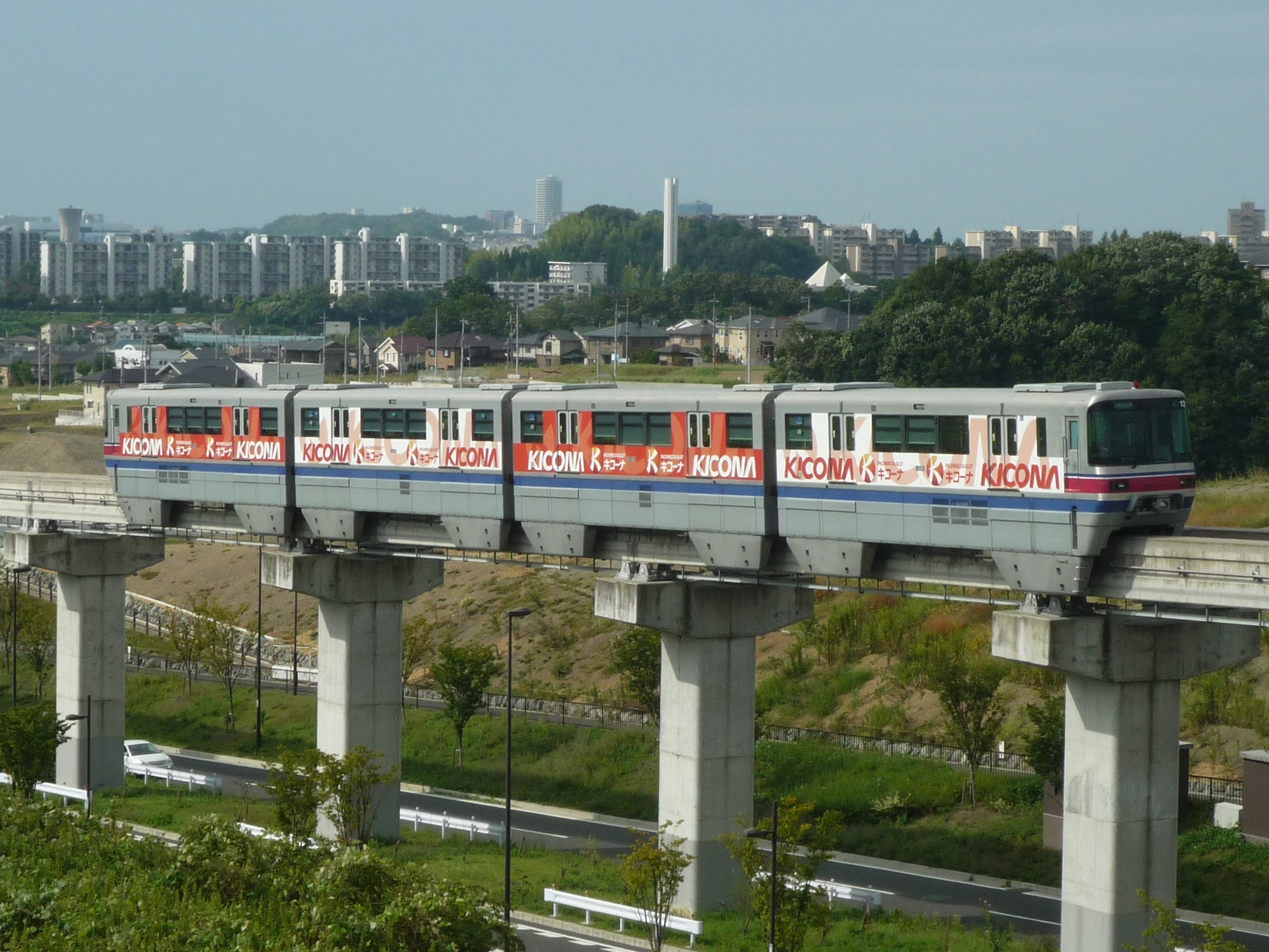
13編成「キコーナ号」